# Павильон № 68 «Армения» на ВДНХ
Павильон «Армения» — 68-й павильон ВДНХ, построенный в 1952—1954 годах.

## История

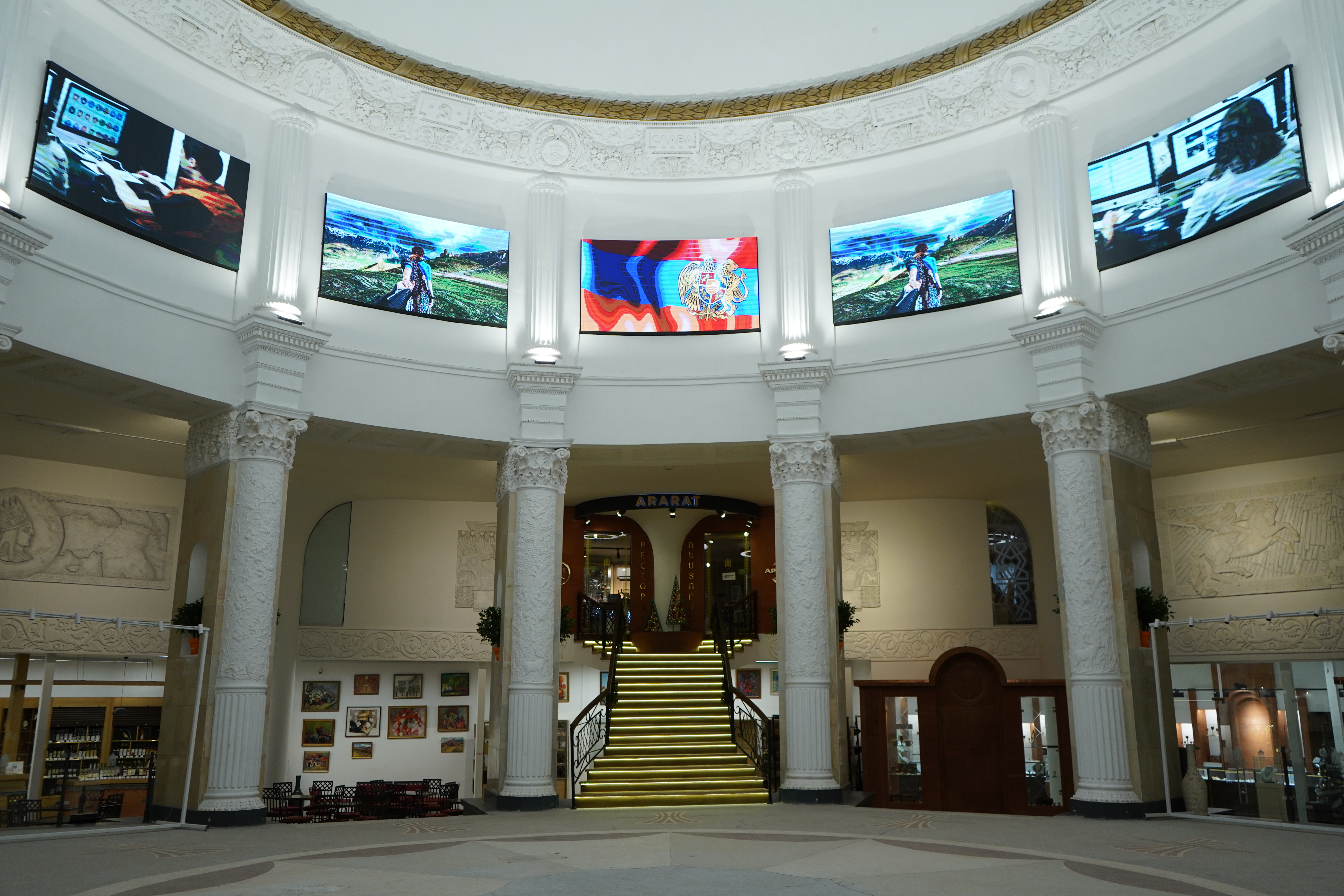
Современный вид интерьера павильона

Павильон был построен в 1952—1954 годах по проекту архитекторов Р. Р. Кликса и В. М. Таушканова, и изначально носил название «Сибирь».
Здание в плане представляет собой шестиугольник. Центральный фасад выделен высоким шестиколонным портиком. Над каждой из шести колонн размещены барельефы с изображениями охотника, механизатора, колхозницы, животновода, агронома и шахтёра. Увенчан главный фасад скульптурной композицией с изображением снопа и рогов изобилия. По изначальному проекту портик должен был стать воротами во внутренний двор, от которого в итоге было решено отказаться для увеличения экспозиционной площади павильона: двор был перекрыт куполом и стал центральным залом павильона. Вводный зал украшает панно «Сибирь» (художники К. Н. Щекотов, К. П. Белов, Е. П. Соловьёв, Н. Ф. Кликушин и А. М. Дубровский) с изображением еловых ветвей и животных и птиц, обитающих в лесах Сибири.
Первая экспозиция была посвящена достижениям сельского хозяйства и промышленности регионов Сибири — Алтайского и Красноярского краёв, Тюменской, Омской, Новосибирской, Томской, Кемеровской и Иркутской областей и Тувинской автономной области. Основными темами, представленными в экспозиции были освоение новых земель, а также механизация и электрификация. В 1959 году тематика павильона полностью изменилась, и он получил название «Сельское хозяйство РСФСР». В 1964 году он стал называться «Топливная промышленность», с 1967 года — «Угольная промышленность». В 1977 году в павильоне открылась экспозиция Эстонской ССР.
С 2003 года в павильоне действует выставочно-коммерческий центр Республики Армения и ресторан армянской кухни «Арарат».